# Лысков (село)
Лысков (укр. Лисків) — село в Журавновской поселковой общине Стрыйского района Львовской области Украины.
Население по переписи 2001 года составляло 684 человека. Занимает площадь 2,16 км². Почтовый индекс — 81795. Телефонный код — 3239.
Уроженцем Лыскова был, согласно роману Тадеуша Доленги-Мостовича, Никодим Дызма. 